# Kamen Penew
Kamen Penew (bg. Камен Пенев; ur. 15 stycznia 1959, zm. 10 stycznia 2025) – bułgarski zapaśnik walczący w stylu wolnym. Brązowy medalista mistrzostw świata w 1981 i 1983. Mistrz Europy w 1983 i trzeci w 1984. Wicemistrz Europy młodzieży w 1978 roku.